# Johan Frederik af Brandenburg-Ansbach
Johan Frederik af Brandenburg-Ansbach (født 18. oktober 1654 i Ansbach, død 22. marts 1686 i Ansbach) var markgreve i det frankiske fyrstendømme Ansbach i Bayern fra 1667 til 1686.

## Biografi
Johan Frederik var ældste søn af markgreve Albrecht 2. af Brandenburg-Ansbach (1620-1667) af hans andet ægteskab med Sophie Margarete af Oettingen-Oettingen. Faderen døde i 1667, og Johan Frederik overtog dermed markgrevetitlen som mindreårig, hvorfor der blev nedsat en formynderregering under ledelse af Frederik Vilhelm den Store af Brandenburg-Preussen. Johan Frederik blev uddannet på universiteterne i Strasbourg og Genève og tog efterfølgende på dannelsesrejse, der blandt andet bragte ham til Frankrig.
Først da han i 1672 blev gammel nok, overtog han ledelsen af Brandenburg-Ansbach. Johan Frederik blev betragtet som en tolerant og elskværdig fyrste, men han var samtidig ambitiøs og blev afhængig af sine rådgivere. Han fortsatte sin fars habsburgvenlige politik og hentede franske emigranter til Ansbach og Schwabach, hvilket førte til en økonomisk genopretning af fyrstedømmet. Imidlertid førte hans begejstring for musik som opera og ballet samt forkærlighed for pomp og pragt til finansielle problemer.
Johan Frederik døde som blot 31-årig af kopper og blev begravet i St. Gumbertuskirken i Ansbach.

## Familie
Johan Frederik giftede sig i 1672 med Johanne Elisabeth (1651-1680), datter af markgreve Frederik 6. af Baden-Durlach, og fik med hende børnene:
- Leopold Frederik (1674-1676)
- Christian Albrecht (1675-1692), markgreve af Brandenburg-Ansbach
- Dorothea Frederikke (1676-1731), gift med greve Johan Reinhard 3. af Hanau
- Georg Frederik (1678-1703), markgreve af Brandenburg-Ansbach
- Charlotte Sofie (1679-1680)

Efter Johanne Elisabeths død giftede Johan Frederik sig i 1681 med Eleonore (1662-1696), datter af hertug Johan Georg 1. af Sachsen-Eisenach, og med hende fik han børnene:
- Vilhelmine Caroline (1683-1737), gift med kong Georg 2. af Storbritannien
- Frederik August (1685-1685)
- Vilhelm Frederik (1686-1723), markgreve af Brandenburg-Ansbach